# Psychoda obscuripennis
Psychoda obscuripennis är en tvåvingeart som beskrevs av Jezek 2005. Psychoda obscuripennis ingår i släktet Psychoda och familjen fjärilsmyggor. Inga underarter finns listade i Catalogue of Life.